# Фудбалска репрезентација Сингапура
Фудбалска репрезентација Сингапура је тим који представља Сингапур на међународним фудбалским такмичењима и под контролом је Фудбалског савеза Сингапура.
Стадион на коме фудбалска репрезентација Сингапура игра домаће утакмице је национални стадион, у Калангу. У периоду од 2011. године до 2014. године улогу домаћег стадиона преузима стадион Џалал Бесар.
Вечити ривал Сингапура је Малезија.

## Резултати репрезентације
Једини наступ на турнирима под окриљем ФИФА, је био 1984. године на АФК азијском купу. Такође, сваки пут учествује на првенству југоисточне азије (АСЕАН фудбалско првенство ).
Осим тога, репрезентација Сингапура није бележила значајније наступе.
Иако нема претераног успеха на међународној сцени, репрезентација Сингапура је направила неколико изненађења.2007.године у квалификацијама за азијски куп, Сингапур је био једина репрезентација која је победила Ирак, који је касније освојио то такмичење. 2006. и 2009. године играли су нерешено са Кином(1-1 и 0-0).
На историјском наступу на АФК азијском купу, репрезентација Сингапура је забележила следеће резултате:
| Прва групна фаза | Индија                    | 1-0 |
| Прва групна фаза | Уједињени арапски емирати | 0-1 |
| Прва групна фаза | Кина                      | 0-2 |
| Прва групна фаза | Иран                      | 1-1 |

### АФК азијски куп
| Година         | Позиција              |
| -------------- | --------------------- |
| 1956.          | Није учествовала      |
| 1960.          | Није се квалификовала |
| 1964.          | Није учествовала      |
| 1968.          | Није се квалификовала |
| 1972.          | Није учествовала      |
| 1976.          | Није се квалификовала |
| 1980.          | Није се квалификовала |
| 1984.          | 1. коло               |
| 1988.          | Није учествовала      |
| 1992. до 2023. | Није се квалификовала |
| Укупно         | 1/15                  |

### АСЕАН фудбалско првенство
Друго међународно такмичење на коме Сингапур остварује успех.
| Година | Позиција    |
| ------ | ----------- |
| 1996.  | Групна фаза |
| 1998.  | Победник    |
| 2000.  | Групна фаза |
| 2002.  | Групна фаза |
| 2004.  | Победник    |
| 2007.  | Победник    |
| 2008.  | Полуфинале  |
| 2010.  | Групна фаза |
| 2012.  | Победник    |
| 2014.  | Групна фаза |
| 2016.  | Групна фаза |
| 2018.  | Групна фаза |
| 2020.  | Полуфинале  |

## Селектори
| Име                  | Период                         |
| -------------------- | ------------------------------ |
| Милоуш Квачек        | фебруар 1992 — мај 1992.       |
| П. Н. Сиваџи         | мај 1992 — децембар 1993.      |
| Кен Ворден           | јануар 1994 — март 1994.       |
| Даглас Мур           | март 1994 — мај 1995.          |
| Бари Витбред         | јун 1995 — новембар 1998.      |
| Винсент Субраманијам | децембар 1998 — децембар 2000. |
| Јан Поулсен          | децембар 2000 — јануар 2003.   |
| Радојко Аврамовић    | јул 2003 — децембар 2012.      |
| В. Сундрамурти       | јануар 2013 — мај 2013.        |
| Бернд Станге         | мај 2013 — април 2016.         |
| В. Сундрамурти       | мај 2016 — април 2018.         |
| Фанди Ахмад          | мај 2018 — децембар 2018.      |
| Назри Насир          | март 2019 — јун 2019.          |
| Тацума Јошида        | јун 2019 — децембар 2021.      |
| Назри Насир          | март 2022 — април 2022.        |
| Такајуки Нишигаја    | мај 2022.                      |

## Тренутна постава
26 играча позваних за двомеч у квалификацијама за светско првенство у фудбалу 2014. против Малезије.
| Име                | Датум рођења        | Број утакмица | Голови | Клуб                       |
| Голмани            | Голмани             |               |        |                            |
| ------------------ | ------------------- | ------------- | ------ | -------------------------- |
| Лионел Луис        | 16. децембар 1982.  | 71            | 0      | Хоум јунајтед              |
| Изван Махмуд       | 14. јул 1990.       | 1             | 0      | Јанг Лајнс                 |
| Џаспер Чан         | 7. јануар 1988.     | 0             | 0      | Јанг Лајнс                 |
| Одбрана            |                     |               |        |                            |
| Данијел Бенет      | 7. јануар 1978.     | 103           | 7      | ФК Оружане снаге Сингапура |
| Јумат Бин Јантан   | 23. фебруар 1984.   | 20            | 0      | Хоум јунајтед              |
| Исмаил Јунос       | 24. октобар 1986.   | 18            | 0      | Гомбак јунајтед            |
| Сафуван Бахарудин  | 22. септембар 1991. | 5             | 0      | Јанг Лајнс                 |
| Афик Јунос         | 10. децембар 1990.  | 2             | 0      | Јанг Лајнс                 |
| Шаифул Есах        | 26. мај 1986.       | 12            | 0      | ФК Оружане снаге Сингапура |
| Хамкамал Шах       | 5. септембар 1986.  | 3             | 0      | Гомбак јунајтед            |
| Делвиндер Синг     | 8. мај 1992.        | 0             | 0      | Танџонг Пагар јунајтед     |
| Средњи ред         |                     |               |        |                            |
| Харис Харун        | 19. новембар 1990.  | 18            | 0      | Јанг Лајнс                 |
| Иса Халим          | 15. мај 1986.       | 33            | 0      | Хоум јунајтед              |
| Русаини Заинал     | 7. октобар 1988.    | 3             | 0      | ФК Оружане снаге Сингапура |
| Шахрил Исак        | 23. јануар 1984.    | 87            | 6      | Медан Чифс                 |
| Мустафић Фахрудин  | 17. април 1981.     | 58            | 6      | Тампинес Роверс            |
| Ши Јиај            | 2. септембар 1983.  | 52            | 6      | Хоум јунајтед              |
| Шадан Сулиман      | 9. мај 1988.        | 4             | 0      | Тампинес Роверс            |
| Шукор Заинал       | 17. октобар 1988.   | 3             | 0      | ФК Оружане снаге Сингапура |
| Зулами Афин        | 5. октобар 1991.    | 0             | 0      | Јанг Лајнс                 |
| Назул Ахмад Назири | 11. фебруар 1991.   | 0             | 0      | Јанг Лајнс                 |
| Напад              |                     |               |        |                            |
| Александар Ђурић   | 12. август 1970.    | 34            | 15     | Тампинес Роверс            |
| Фазрул Наваз       | 17. април 1985.     | 45            | 3      | ФК Оружане снаге Сингапура |
| Куи Ли             | 6. јун 1981.        | 6             | 2      | Хоум јунајтед              |
| Карул Низам        | 25. јун 1991.       | 6             | 2      | Јанг Лајнс                 |
| Ерван Гунаман      | 20. март 1987.      | 6             | 2      | ФК Оружане снаге Сингапура |

## Млади Лавови
Све категорије омладинаца Сингапура имају надимак „Млади лавови“. Услед све чешће појаве да страни фудбалери играју за репрезентацију и клубове Сингапура, фудбалски савез Сингапура се одлучио на неуобичајен потез. Основан је фудбалски клуб „Млади лавови“, у коме наступају искључиво играчи рођени у Сингапуру и имају мање од 23 године.

## Репрезентативци са двојним држављанством

### Активни
Александар Ђурић
Данијел Бенет
Џон Вилкинсон
Фахрудин Мустафић
Ши Јиај
 Агу Касмир
Ку Ли
Прикош Емуејераје

### Повучени
Мирко Грабовац
 Итими Диксон
 Едмар Гонсалвеш